# ميريام أكافيا
ميريام أكافيا (بالعبرية: מרים עקביא‏) Miriam Akavia (ولدت في كراكوف في بولندا في عام 1927 - 16 يناير 2015) هي كاتبة ومترجمة إسرائيلية. نجت من المحرقة النازية في بولندا خلال الحرب العالمية الثانية. وهي رئيسة هيئة الحوار اليهودي البولندي.

## حياتها
ولدت في عام 1927 في كراكوف في بولندا، وأجبرت على العيش في الجيتو أثناء الحرب العالمية الثانية، على يد النازيين. وكذلك اعتقلت في معسكر الاعتقال الألماني في أوسشفيتس. وقد تم إنقاذها على يد الصليب الأحمر. وفي عام 1946 هاجرت إلى إسرائيل وعملت ممرضة، ودرست الأدب والتاريخ في جامعة تل أبيب.
شغلت منصب الملحق الثقافي في السفارات الإسرائيلية في بودابست وإستوكهولم. بدأت ميريام تنشر رواياتها وكتبها منذ عام 1975. وهي ترأس هيئة الحوار اليهودي البولندي، فتنظم اللقاءات بين الشباب والمراهقين من كلا البلدين.

## أدبها
تكتب ميريام أكافيا بشكل رئيسي حول طفولتها، والمحرقة والتجار التي عاشتها أثناء الحرب. وهي أيضا مترجمة، تترجم الأدب العبري إلى اللغة البولندية، والأدب البولندي إلى اللغة العبرية. وقد حصلت في عام 1978 على جائزة ياد فاشيم. ترجم عدد من كتبها إلى لغات أخرى مثل الدانماركية والألمانية والإنجليزية والفرنسية.

## أعمالها
1. ونهاية للطفولة 1995
2. مزرعة عنبي الخاصة 2006